# Papier mâché

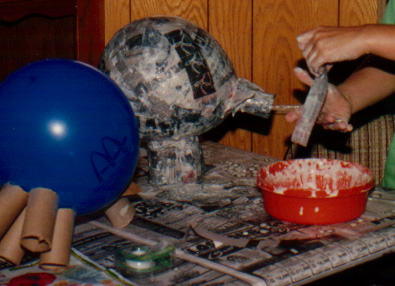
Realizarea unui purcel din papier mâché

Papier mâché (în traducere literală din limba franceză: hârtie mestecată) este un material de construcție constând în mai multe straturi de hârtie poroasă, preferabil de ziar, la care se adaugă uneori și fâșii de material textil, pentru a mări rezistența, asamblate prin lipire cu un adeziv umed, de tipul celui folosit la tapet. După uscarea adezivului, obiectul astfel construit se întărește și își păstrează forma.

## Rețetă clasică de adeziv
O rețetă clasică de adeziv este următoarea: 
- 1 cană cu apă rece,
- ¼ cană cu făină albă,
- 5 căni cu apă fiartă și
- 1 lingură mare.

Preparare și utilizare
1. Se amestecă cana de apă rece cu făina până se obține un "lapte" omogen.
2. Se toarnă acest amestec într-o cratiță în care se găsește apa fiartă, amestecând continuu.
3. Se lasă la foc mic să clocotească 2-3 minute.
4. Se lasă la răcit până ce nu mai frige degetele.
5. Se înmoaie fâșii de hârtie în adeziv, fără a le lăsa prea mult, spre a nu se dezintegra. Se presează cu degetele, deasupra cratiței, pentru a elimina excesul de adeziv. Ultimul strat poate fi de hârtie igienică, care formează o suprafață optimă pentru a se aplica stratul de pictură, după uscarea completă.
6. Adezivul astfel obținut se poate păstra 1- 2 zile într-un vas închis etanș.[2]

Avantaje :
- ușor de folosit ;
- mare rezistență după uscare.

Inconveniente :
- necesită un timp lung pentru uscare.

## Scurt istoric
Primele forme de papier mâché din Orient au apărut în China, în sec. al VIII-lea, pentru confecționarea de căști lăcuite pentru militari. Utlizarea sa e semnalată în Occident în sec. al XI-lea.
În Europa, în 1772, britanicul Henry Clay a obținut un brevet pentru papier mâché. În secolul al XIX-lea, acest material a fost folosit pentru a fabrica păpuși ieftine, cele scumpe având capul din porțelan. 
În sec. al XIX-lea, tehnica a pătruns și în SUA, unde s-a dat aprobarea ca bancnotele retrase din circulație să fie folosite la fabricarea de replici ale busturilor personalităților.
Apariția maselor plastice a dus la abandonarea papier mâché în producția de serie.
În prezent, papier mâché se folosește doar pentru lucrări artizanale, precum măști decorative sau obiecte de mici dimensiuni.